# Parafia Zaśnięcia Najświętszej Maryi Panny w Krakowie
Parafia Zaśnięcia Przenajświętszej Bogurodzicy – parafia prawosławna w Krakowie, w dekanacie Kraków diecezji łódzko-poznańskiej.
Na terenie parafii funkcjonuje 1 cerkiew:
- cerkiew Zaśnięcia Najświętszej Maryi Panny w Krakowie – parafialna

## Historia
Parafia powstała w 1918. W okresie międzywojennym była to placówka wojskowa. Na cerkiew zaadaptowano budynek dawnej ujeżdżalni koni w koszarach przy ulicy Lubicz. Od 1922 parafia należała (jako jedyna) do dekanatu krakowskiego, który wszedł w skład diecezji warszawsko-chełmskiej Polskiego Autokefalicznego Kościoła Prawosławnego.
W 1927 cerkiew przeniesiono do „Wielkiej Sali” koszar przy placu Na Groblach. We wnętrzu umieszczono ikonostas sprowadzony ze zlikwidowanej cerkwi w Miechowie, który następnie uzupełniono ikonami (zarówno zabytkowymi, jak i nowo napisanymi). W czasie II wojny światowej Niemcy eksmitowali cerkiew z koszar.
W 1940 kolejną świątynię parafialną urządzono w dawnej synagodze Ahawat Raim (wykorzystywanej przez okupantów niemieckich jako stolarnia) przy ulicy Szpitalnej. Budynek został przystosowany do potrzeb liturgii prawosławnej i konsekrowany jako cerkiew Zaśnięcia Przenajświętszej Bogurodzicy Maryi. W latach 1940–1945 Kraków był oficjalną rezydencją biskupa krakowskiego i łemkowskiego Autokefalicznego Kościoła Prawosławnego w Generalnej Guberni.
W 1948 parafia (wraz z całym dekanatem krakowskim) weszła w skład diecezji łódzko-poznańskiej. W tym samym roku wspólnota zyskała stałego proboszcza.
Pod koniec lat 60. XX w. rozpoczęto generalny remont i przebudowę świątyni, przy znacznej pomocy finansowej ze strony państwa. Prace trwały do 1984. W tym czasie cerkiew wyposażono w nowy ikonostas, autorstwa Jerzego Nowosielskiego. Po zakończeniu remontu cerkiew została ponownie konsekrowana.
Pod koniec lat 90. wykonano (również pod kierunkiem Jerzego Nowosielskiego) polichromie w refektarzu cerkwi.
10 stycznia 2014 dekretem arcybiskupa łódzkiego i poznańskiego Szymona otwarto przy krakowskiej parafii Diecezjalne Biuro Pielgrzymkowe, organizujące wyjazdy do prawosławnych sanktuariów.
Od marca 2022 r. parafia posiada kwaterę na cmentarzu komunalnym w Podgórkach Tynieckich.

### Filia w Zakopanem
Od 2005 duchowny z krakowskiej parafii odprawia w dniu 7 stycznia(Boże Narodzenie według starego stylu) nabożeństwo prawosławne w Zakopanem (w rzymskokatolickim „starym kościółku” przy ulicy Kościeliskiej). Od 2019 r. w mieście działa stały prawosławny punkt duszpasterski. Nabożeństwa były celebrowane w rzymskokatolickiej kaplicy Najświętszego Serca Jezusa na Jaszczurówce w ostatnią sobotę każdego miesiąca. Od marca 2022 r., w związku z przebywaniem wielu uchodźców z Ukrainy w województwie małopolskim, nabożeństwa są odprawiane w „starym kościółku” w co drugą niedzielę.

## Proboszczowie
- 1948–1950 – ks. Aleksander Surwiłło
- 1950–1962 – ks. Aleksander Czubuk-Podolski
- 1962 – ks. Mikołaj Ościanko
- 1962–1985 – ks. Eugeniusz Lachocki
- 1985–2004 – ks. Witold Maksymowicz
- od 2004 – ks. Jarosław Antosiuk